# Cláudio Taffarel
Cláudio André Mergen Taffarel (* 8. května 1966, Santa Rosa) je bývalý brazilský fotbalový brankář. Začínal v klubu SC Internacional, v roce 1988 získal Bola da Ouro pro nejužitečnějšího hráče brazilské ligy. S brazilskými mládežnickými výběry získal zlato na Mistrovství světa ve fotbale hráčů do 20 let 1985, Panamerických hrách 1987 a stříbro na olympiádě 1988. V seniorském týmu debutoval na 1988 Australian Bicentennial Gold Cup, jeho příchod ukončil dlouhé období, kdy byl post brankáře největší slabinou brazilské reprezentace. Odchytal za národní tým 101 mezistátních zápasů, což je brazilský rekord, zúčastnil se tří světových šampionátů: 1990, 1994 a 1998. Pomohl Brazílii k titulu mistrů světa v USA roku 1994 a ke stříbrným medailím ve Francii roku 1998. Také s brazilským nároďákem dvakrát vyhrál Copa América. Od roku 1990 hrál v Itálii za AC Parma a vyhrál s ním Pohár vítězů pohárů 1992/93, později přestoupil do Galatasaray SK, kterému pomohl k prvnímu pohárovému triumfu v dějinách tureckého fotbalu: Pohár UEFA 1999/00. Vynikal hlavně pevnými nervy při penaltových rozstřelech: rozhodl tak finále MS 1994 proti Itálii, semifinále MS 1998 proti Nizozemsku i finále Poháru UEFA proti Arsenalu. V roce 2003 ukončil aktivní kariéru a od té doby pracuje jako trenér.
Taffarel je praktikující křesťan, adoptoval patnáct dětí.